# Прискорений процесор
Прискорений процесор (англ. APU,  Accelerated Processing Unit, також Advanced Processing Unit, за аналогією з CPU) — гібридний центральний процесор (ЦП); термін для позначення мікропроцесорної архітектури з об'єднанням центрального процесора і графічного процесора в одній мікросхемі.
Результатами є зниження загального енергоспоживання і вартості та підвищення надійності системи (за рахунок скорочення числа комплектуючих). Гібридні ЦП дозволять створювати компактні системи (навіть північний міст не потрібний), що придатні для більшості завдань, які не вимагають потужної графіки.
Вперше ідея APU була озвучена представниками компанії AMD 2006 року, після придбання нею компанії ATI, що випускала графічні процесори.

## Intel
Від компанії Intel — процесори на мікроархітектурі Sandy Bridge і подальший її розвиток (Ivy Bridge, Haswell, також Larrabee). Там це було реалізовано навіть раніше, коли ще 2010 року в процесорах під торговою маркою Core i7/i5/i3 інтегрований графічний процесор перемістили з північного моста в сам ЦП, але, щоправда, залишили окремим кристалом (причому виготовленим за найгіршою технічною нормою).
При цьому Intel уникає називати свої процесори «APU», називаючи їх традиційним терміном «CPU» (або ж «CPU з вбудованим графічним ядром»).
Продуктивність застосованих у них відеоядер HD Graphics серій 2000, 2500, 3000 не надто відрізняється від продуктивності звичайної графіки, яка вбудовується в північний міст, і тільки відеоядро HD Graphics 4000, яке вбудовується в деякі моделі Ivy Bridge, має достатню продуктивність (перебуває за цим параметром десь між такими сучасними дискретними відеоприскорювачами, як Radeon HD 6450 і Radeon HD 6570), але в змозі конкурувати тільки з Radeon HD 7540D (яке встановлене в молодших моделях AMD Fusion). Однак ця старша версія орієнтована головним чином на ноутбуки, де використання дискретної графіки завдає серйозного удару по мобільності, а потреба в інтегрованих і продуктивних рішеннях дуже висока. У десктопних же процесорів HD Graphics 4000 можна отримати лише в складі рідкісних спеціальних пропозицій або як частину дорогих CPU.
Однак, підтримка DirectX 11, і, особливо, застосовувана в них поліпшена технологія Quick Sync (не у всіх моделях процесорів) дає значний приріст (до 75%) у виконанні обчислень загального призначення, наприклад, при перекодуванні відео.